# Macrosiphum tiliae
Macrosiphum tiliae är en insektsart som först beskrevs av Monell 1879.  Macrosiphum tiliae ingår i släktet Macrosiphum och familjen långrörsbladlöss. Inga underarter finns listade i Catalogue of Life.